# Sycoecus taylori
Sycoecus taylori är en stekelart som beskrevs av Van Noort 1993. Sycoecus taylori ingår i släktet Sycoecus och familjen fikonsteklar.
Artens utbredningsområde är Uganda. Inga underarter finns listade i Catalogue of Life.